# Gerald Thalheim
Gerald Thalheim (* 29. Juni 1950 in Chemnitz) ist ein deutscher Politiker (SPD)
Er war von 1998 bis 2005 Parlamentarischer Staatssekretär beim Bundesminister für Ernährung, Landwirtschaft und Forsten (seit 2001: Bundesministerium für Verbraucherschutz, Ernährung und Landwirtschaft).

## Ausbildung und Beruf
Nach dem Besuch der Oberschule in Claußnitz begann Thalheim 1966 eine Facharbeiterausbildung mit Abitur zum Agrotechniker, die er 1969 erfolgreich beendete. Er studierte dann Landwirtschaft an der Martin-Luther-Universität in Halle (Saale). 1973 beendete er sein Studium als Diplom-Landwirt und 1976 schließlich mit der Promotion mit der Arbeit Einfluß des Waschens und einer chemischen Behandlung auf Speisekartoffeln während der Lagerung. Dann war er bis 1978 als wissenschaftlicher Mitarbeiter bei einem Kartoffelgroßbetrieb tätig. 1978 wurde er dann zum Leiter des Labors im Pflanzenschutzamt Karl-Marx-Stadt ernannt. 1986 übernahm er dann die Leitung der Agrochemie in der LPG-Pflanzenproduktion Naundorf (Kreis Rochlitz). Von Juli bis Dezember 1990 leitete er schließlich die Abteilung Landwirtschaft in der Bezirksverwaltungsbehörde Chemnitz.

## Familie
Gerald Thalheim ist verheiratet und hat drei Kinder.

## Partei
1989 zählte er zu den Mitbegründern der SPD in der DDR.

## Abgeordneter
Von 1990 bis 2005 war Thalheim Mitglied des Deutschen Bundestages. Hier war er stellvertretender agrarpolitischer Sprecher der SPD-Bundestagsfraktion.
Gerald Thalheim zog 1998 über ein Direktmandat im Wahlkreis Chemnitz II – Chemnitz-Land und sonst stets über die Landesliste Sachsen in den Deutschen Bundestag ein.

## Öffentliche Ämter
Nach der Bundestagswahl 1998 wurde Thalheim am 27. Oktober 1998 als Parlamentarischer Staatssekretär beim Bundesminister für Ernährung, Landwirtschaft und Forsten in die von Bundeskanzler Gerhard Schröder geführte Bundesregierung berufen. Nach dem Rücktritt von Bundesminister Karl-Heinz Funke und der anschließenden Umbenennung des Ministeriums wurde er am 12. Januar 2001 zum Parlamentarischen Staatssekretär bei der Bundesministerin für Verbraucherschutz, Ernährung und Landwirtschaft ernannt. Nach der Bundestagswahl 2005 schied er am 22. November 2005 aus dem Amt.
2006 wurde Thalheim Berater für Agrarpolitik für den Mitteldeutschen Genossenschaftsverband.